# American International School of Budapest
Az American International School of Budapest (rövidítve: AISB) nemzetközi iskola Budapest közelében, Nagykovácsi Sebestyéndomb nevű részén. 1973-ban alapította az iskolát az Amerikai Egyesült Államok nagykövetsége, hogy az Egyesült Államok kormányának Budapesten dolgozó diplomatáinak a gyermekeit szolgálja. Az ide járó diákok azóta már sokszínűbbek, több Magyarországon működő nemzetközi cég és nagykövetség is ide küldi munkatársai gyermekeit. Az amerikai típusú magániskolában 60 országból összesen 945 diák tanul. Az iskolát az önkéntes Felügyelők Tanácsa irányítja. A jelenlegi igazgató Brett Penny.
2022-ben az iskola elkezdett ukrán menekülteket befogadni. Az AISB juttatott az újonnan érkezett diákoknak laptopokat, iPadeket és megadta nekik a lehetőséget, hogy külföldről csatlakozzanak be az óráikra.

## Campus
Az AISB korábban két, Budapesten felépített campuson működött, de később kiköltöztek a Nagykovácsiban, 13,3 hektáros területen felépített iskolába. A költözés előtt a Kakukk úton működő budai campuson folyt az oktatás az óvodától a második osztályig, míg a harmadiktól a tizenkettedik osztályig minden évfolyamnak a Nagykovácsi campus adott otthont. Jelenleg a Nagykovácsi-campus három épülettel rendelkezik: az A-épület (óvoda–5. osztály), a B épület (6–12. osztály) és a C-épület.
A 2000-ben felépült B-épületben 54 osztályterem található, illetve a sportközpont, a könyvtár, az étterem, a testnevelés termek, egy 25 méter hosszú medence, egy 350 fős színház, egy (a másik épülettel is megosztott) játszótér, illetve egy edzőtermet is magában foglal. Az A-épületnek is van saját könyvtára és edzőterme is. A C épület egy közepes méretű csarnok a futópályák mellett. A két fő épületet egy híd köti össze.

## Vezetőség
Az iskola vezetését az önkéntes Felügyelők Tanácsa végzi. A tanács nevezi ki az iskola igazgatóját. A tanács tagjai 2025-ben:
- Elizabeth Stites, tanácselnök
- Maklári István, kincstárnok
- Jamie Anderson
- Michael Carlson
- Robert Irving
- Lenka Jarolímová
- Kós Nick
- Varga Lóránt
- Andres Valdes
- Dr. Vu Bo

Az iskola közvetlen vezetősége, az igazgatókat és egyéb fontos pozíciókat beleértve:
- Brett Penny, az iskola igazgatója
- Graham Maclure, a középiskola igazgatója
  - Michael Campbell, a középiskola igazgatóhelyettese
- Andrew Ball, általános iskola felső tagozat igazgatója
- George Dolesch, általános iskola alsó tagozat igazgatója
  - Diane Glawe, általános iskola alsó tagozat igazgatóhelyettese
- Dr. Tamela Canale, tanítási és tanulmányi igazgató az általános iskola felső tagozatában és középiskolában
- Nikki Elwood, tanítási és tanulmányi igazgató az általános iskola alsó tagozatában
- Brian Farrell, technológiai és innovációs igazgató
- Magdalen Gray, fejlesztési igazgató
- Erin Hawken, az egyetemi tanácsadás igazgatója
- Matthew Fleming, sportigazgató
- Matt Buxton, IB-diploma-koordinátor

## Tandíj
Az iskola tandíja a tanulók életkorától függ. A 2025–2026-os tanévre az óvoda és az alsó tagozatos általános iskola tandíja 15 250, illetve 24 600 amerikai dollár (azaz nagyjából 5,3 és 8,6 millió forint). A felső tagozatban ez az összeg 26 460 dollárra emelkedik, míg középiskolában 27 800-ra (9,7 millió forint). Ha a tanuló részt vesz az International Baccalaureate programban, akkor a középiskolai tandíj az utolsó két évben nyolcszáz dollárral több. A tandíj mellett minden diák 3 500 dollárt fizet kiegészítő díjakban, míg az új tanulók jelentkezési és regisztrációs díja 350 ezer forint. Az összegek évente változnak, az iskola bizottsága dönt róluk. Abban az esetben, ha egy tanuló nem az egész évben jár az iskolába, akkor a tandíj egy bizonyos százalékát kell csak kifizetnie.

## Akkreditációk
- Nemzetközi Iskolák Tanácsa
- International Baccalaureate
- MSA–CESS